# Anisoptera scaphula
Anisoptera scaphula е вид растение от семейство Dipterocarpaceae. Видът е критично застрашен от изчезване.

## Разпространение
Разпространен е в Бангладеш, Виетнам, Малайзия (Западна Малайзия), Мианмар и Тайланд.